# Giuseppe Abbamonte
Giuseppe Abbamonte (21. leden 1759 Caggiano – 9. srpna 1818 Neapol) byl neapolský právník a státník, v letech 1798–1799 krátce generální tajemník policie Cisalpinské republiky. Později se stal také členem komise Parthenopské republiky, ale po dobytí Neapole sanfedisty se musel vrátit do Milána. Do Neapole se znovu vrátil, když se králem neapolským stal Josef Bonaparte, a zůstal zde pak i během vlády Joachima Murata i po návratu Ferdinanda IV. k moci.